# Platysenta meskei
Platysenta meskei är en fjärilsart som beskrevs av Adolph Speyer 1875. Platysenta meskei ingår i släktet Platysenta och familjen nattflyn. Inga underarter finns listade i Catalogue of Life.